# 小行星4378
小行星4378（4378 Voigt）是一颗围绕太阳公转的小行星。1988年5月14日，維爾納·蘭德格拉夫在拉西拉天文台发现了此天体。
該小行星以德國天文學家漢斯-海因里希·沃伊特命名。
这颗小行星的绝对星等为128.39397等。